# ديمبوفيتسا (نهر)

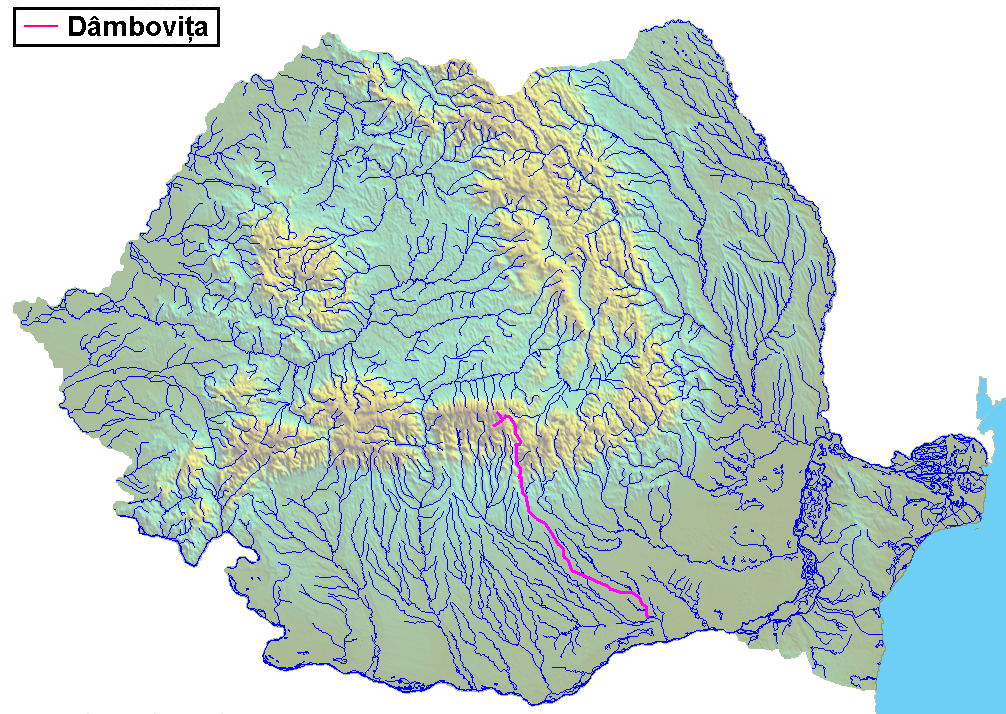
مسار النهر بالوردي.

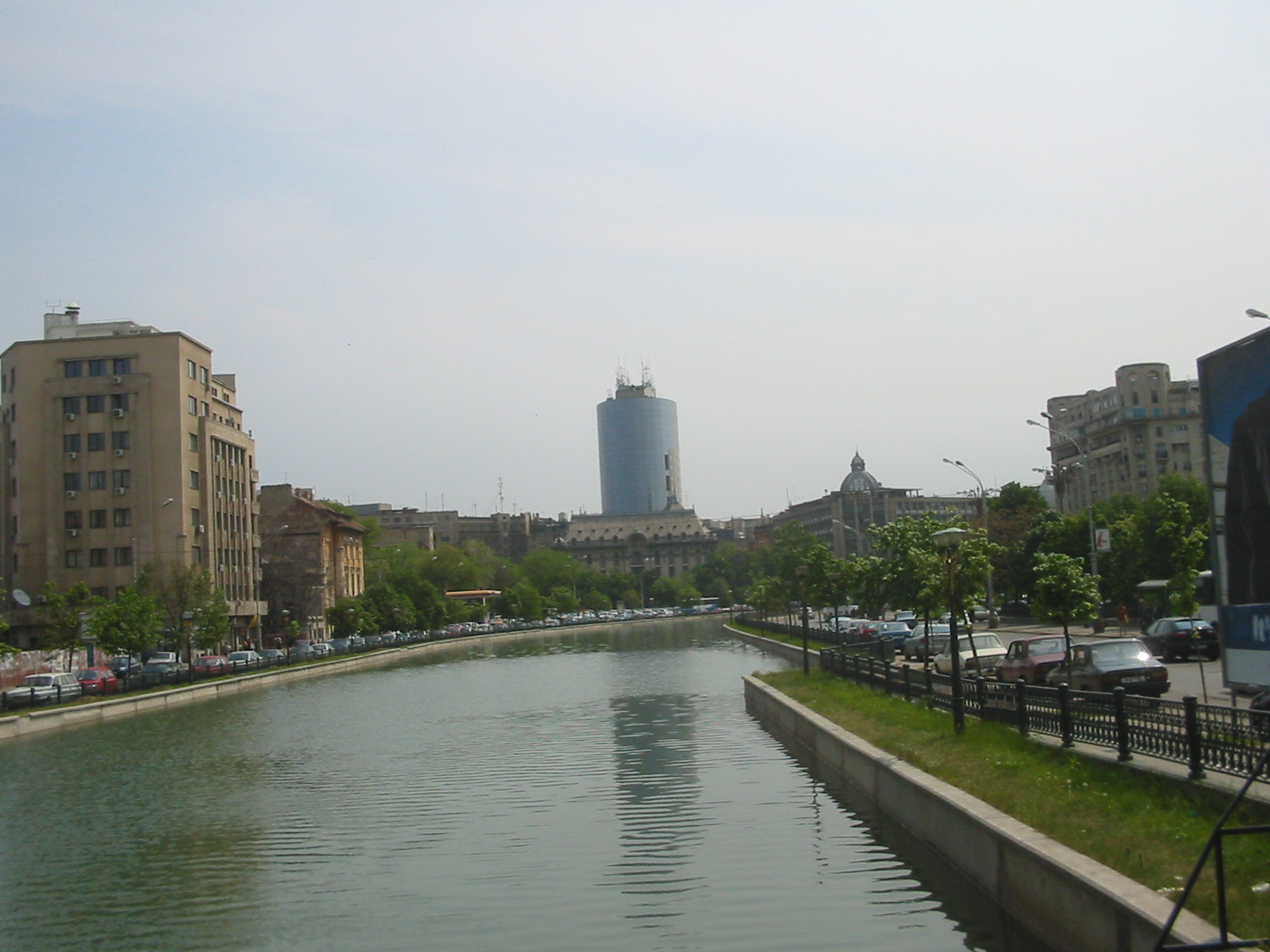
النهر في بوخارست.

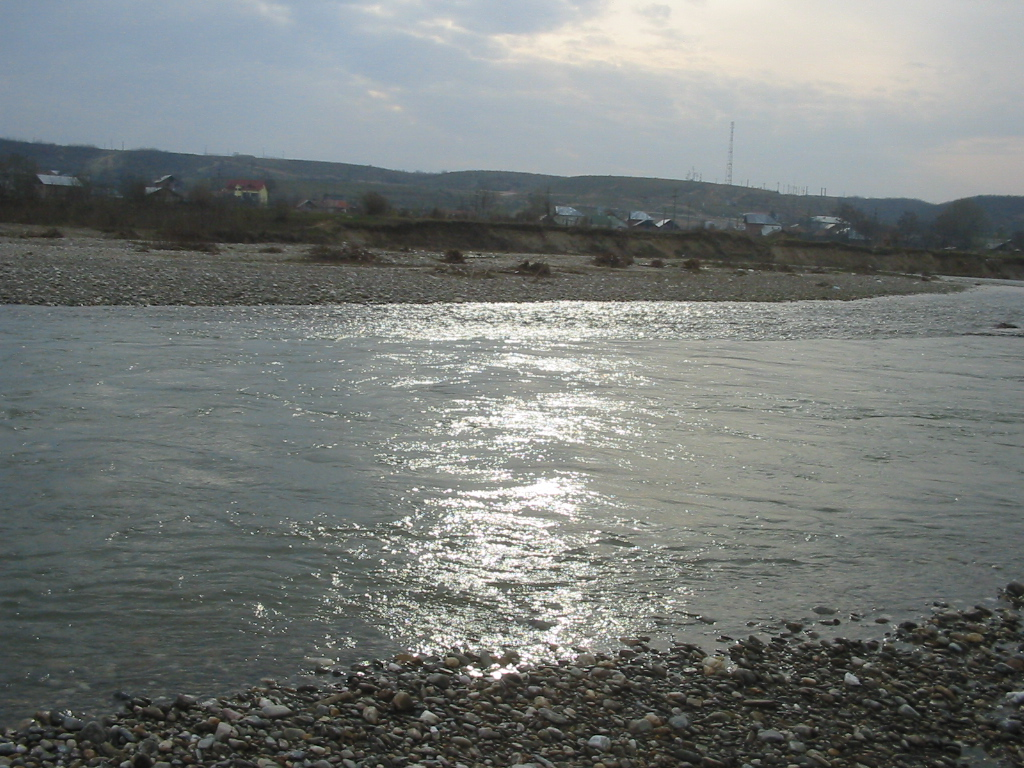
منظر النهر في منطقة مانيشت.

نهر ديمبوفيتسا (بالرومانية: Râul Dâmboviţa) نهر في رومانيا، ينبع من وسط البلاد من جبال فاغاراش من سلسلة الكارابات ويتجه جنوبا حيث يمر من العاصمة بوخارست ويصب في نهر أرجيش بطول 237 كم، طوله في بوخارست حوالي 22 كم حيث يعتبر شريان المدينة الرئيس.

## ديمبوفيتسا في بوخارست
كان نهر ديمبوفيتسا لقرون المَصدَر الرئيسي لماء الشرب لمدينة بوخارست. وبما أنه لم تكن توجد سوى آبار قليلة في المدينة، فقد كان مُعظم ماء بوخارست يُوزع باستخدام ناقلات مياه.
كان يُقال عن ماء ديمبوفيتسا في فلكلور بوخارست أنه «حلو» المذاق، وحتى في القرن الثامن عشر اعتبره الكاتب «أنطون ماريا دل خيارو» نهراً «نظيفاً ونقياً». لكن مع هذا، فببلوغ نهاية القرن ومع ازدياد سكان بوخارست خسرَ النهر نظافته، ومن هنا تأتي الحاجة لقنوات نقل المياه. بُنيت أولى قنوات النقل التي تملك ينابيعاً مفتوحة للعامة خلال حكم الملك ألكساندر يبسيلانتس.

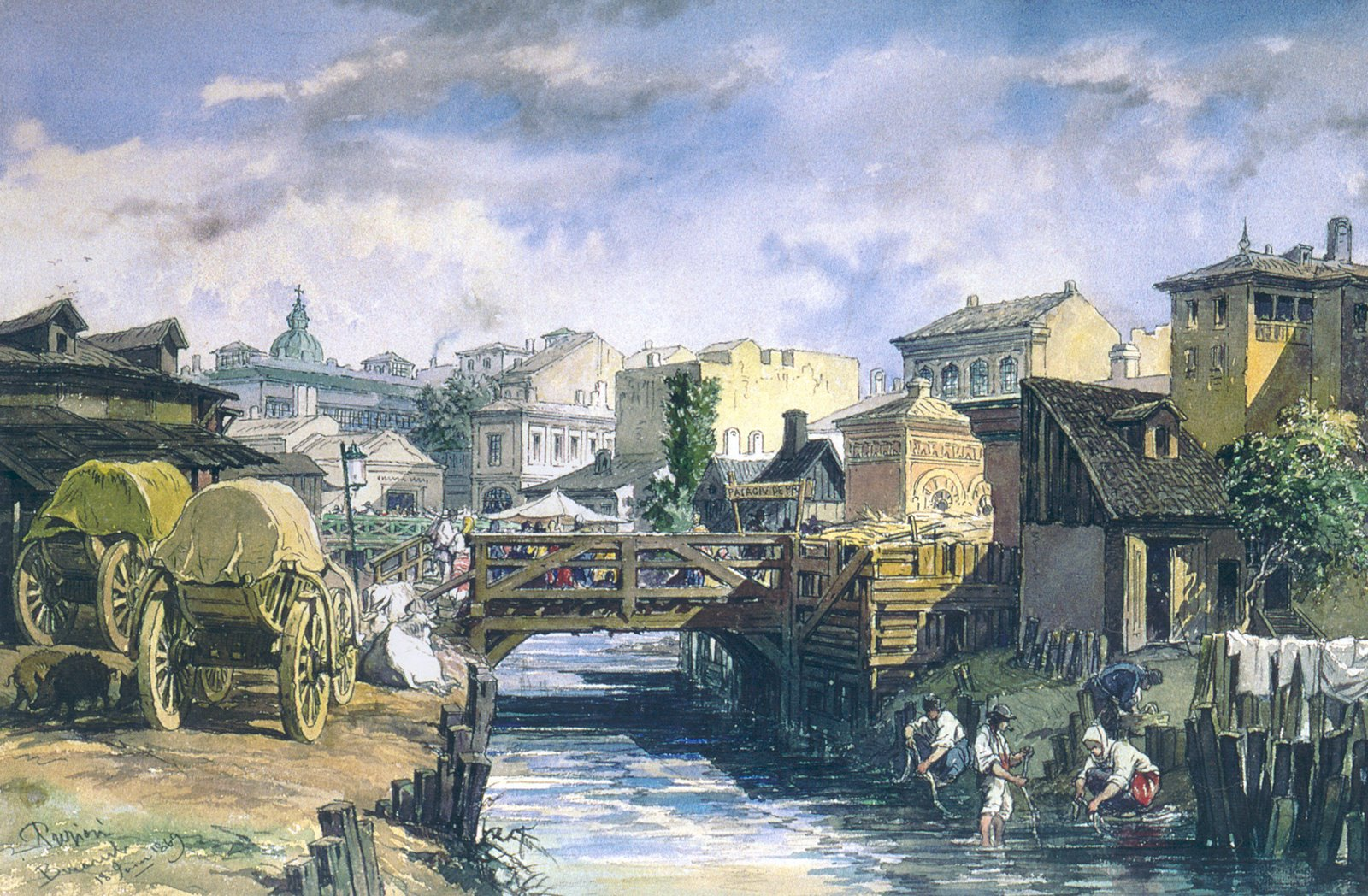
رافد بوشيوروستيوارا لنهر ديمبوفيتسا عندما كان يَتدفق عبر بوخارست عام 1869.

بُنيت العديد من الطواحين المائية على نهر ديمبوفيتسا، لكن مَالكي مُعظمهم كانوا إما الحكام أو الأديرة أو البوياريين.
كان يَملك نهر ديمبوفيتسا رافدين في بوخارست:
- ديمبوفيسيُوَارا: كان يَقع في الجزء الأيمن من المدينة، وربما تدفق في المكان الذي كان يَقع فيه شارع «سفينيتي أبوستولي».
- بوشيورستيُوَارا: وقد كان يَنبع من بركة وَقَعت في الماضي فيما هو اليوم «حديقة آيكوني».

وبالإضافة إلى هذين كان يُوجد فرع «غيرليتا» الذي كوّن جزيرة «أوستروفو».

## التلوث
نهر ديمبوفيتسا هو واحد من أكثر الأنهار تلوثاً في دولة رومانيا وأهم مَصدر للتلوث في نهر الدانوب، حيث يَتدفق ماء ديمبوفيتسا إليه. عندما يَدخل نهر ديمبوفيتسا مدينة بوخارست يَكون بالفعل سيئاً جداً وتحت المعايير المَنصوح بها، لكن بَعد أن يَدخل هذا الماء أرض المدينة يُصبح الأسوأ على الإطلاق، وذلك نتيجة لمئات ملايين الأمتار المُكعبة التي تُلقى وتصب به من أقذار المجارير الخام غير المُعالجة كل عام.
يَنقسم ديمبوفيتسا في بوخارست إلى جزئين عاموديين مُنفصلين. فالجزء السفليّ يَحمل قمامة وقذارة المدينة، وهو يَلتحم لاحقاً بالجزء العلويّ الأنظف عندما يَخرجان من بوخارست. تعيش بعض الأسماك في الجزء العلويّ من نهر ديمبوفيتسا، وأحياناً يُمكن حتى أن يُشاهد صيادون على ضفافه، لكن مع هذا فإنه لا يُنصح بأكل هذه الأسماك.
عندما يَخرج النهر من مدينة بوخارست يَكون مُحملاً بكميات كبيرة جداً من النيتروجين والفوسفور، ولذا فإنه لا يَحوي سوى أشكال الحياة التي تقطن نموذجياً البيئات المُلوثة، بما في ذلك اليرقات والحشرات والمخلوقات المجهرية.
يُعتقد أن جودة ونقاءَ ماء النهر قد تحسنا بعد بدأ عمل أول نظام صرفي صحي في بوخارست في الوقت الذي خطط أن يَكون مع نهاية عام 2009 (بسعة تبلغ 10 م³ في الثانية). أما النظام الثاني فيَجب أن يَكون جاهزاً بحلول عام 2012.

## معرض صور

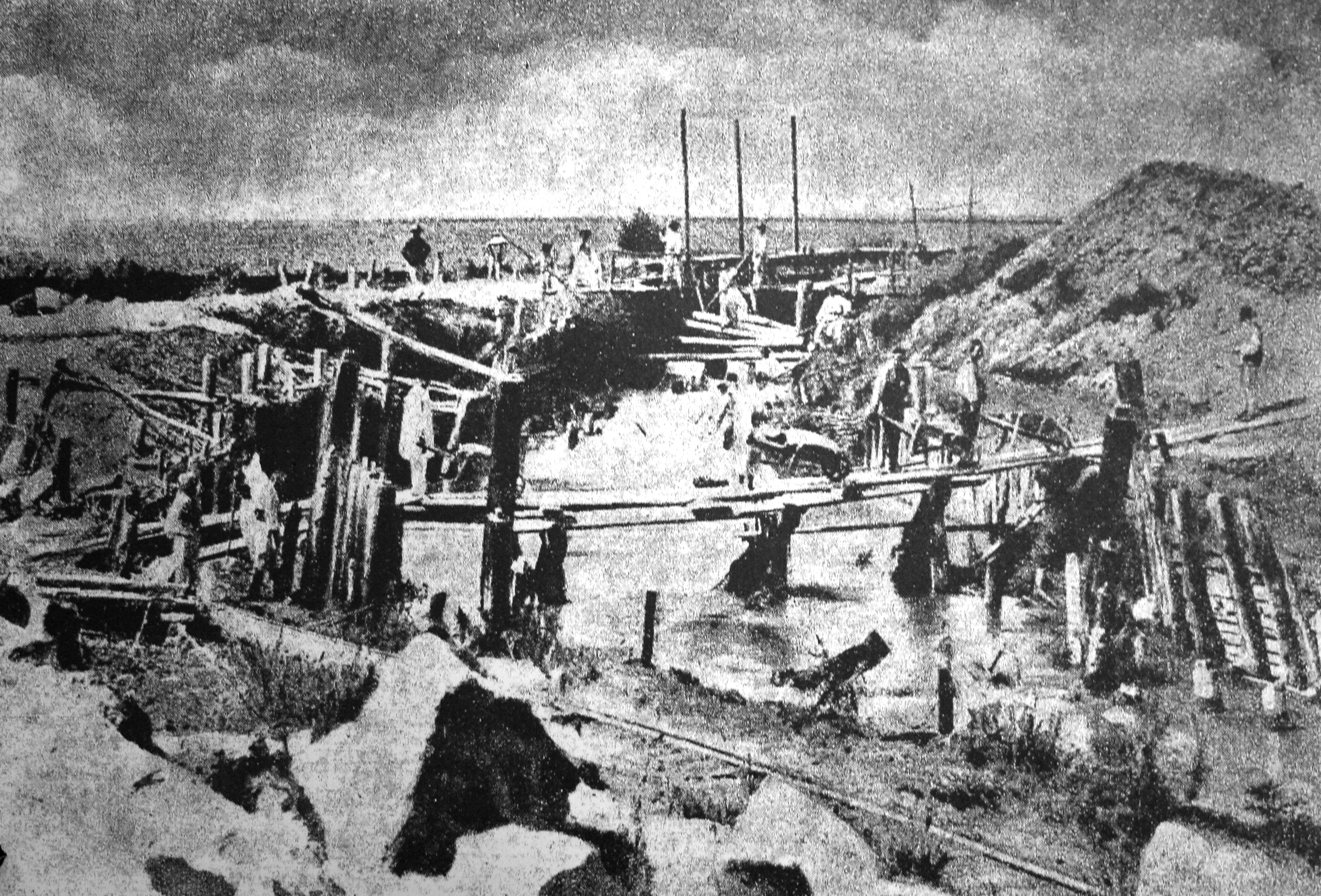
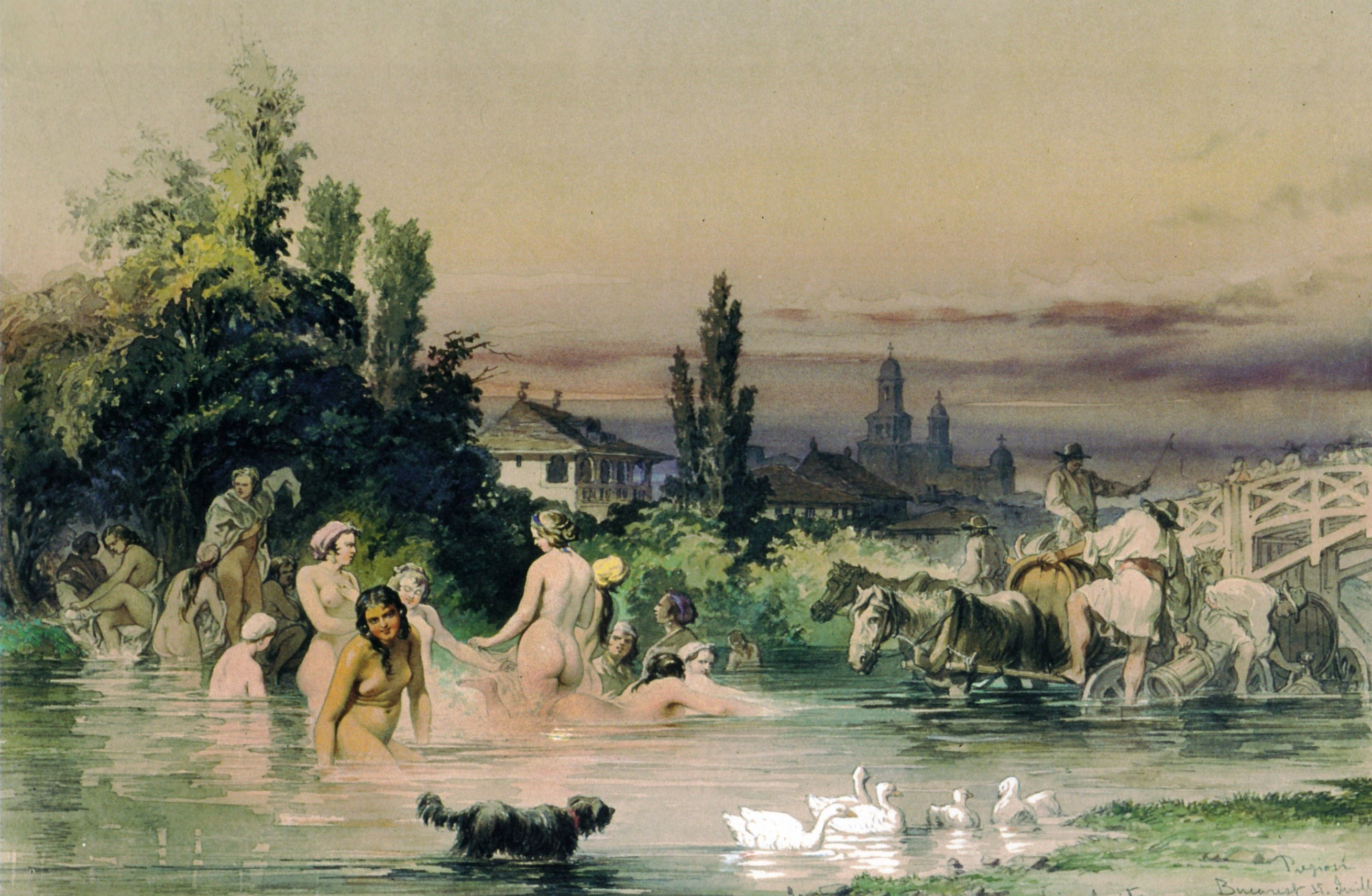
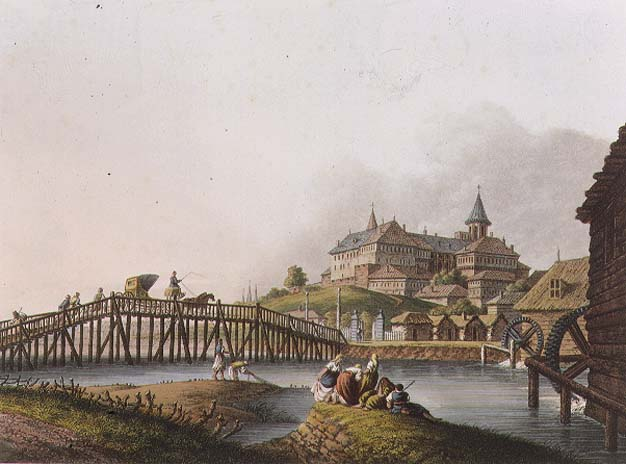
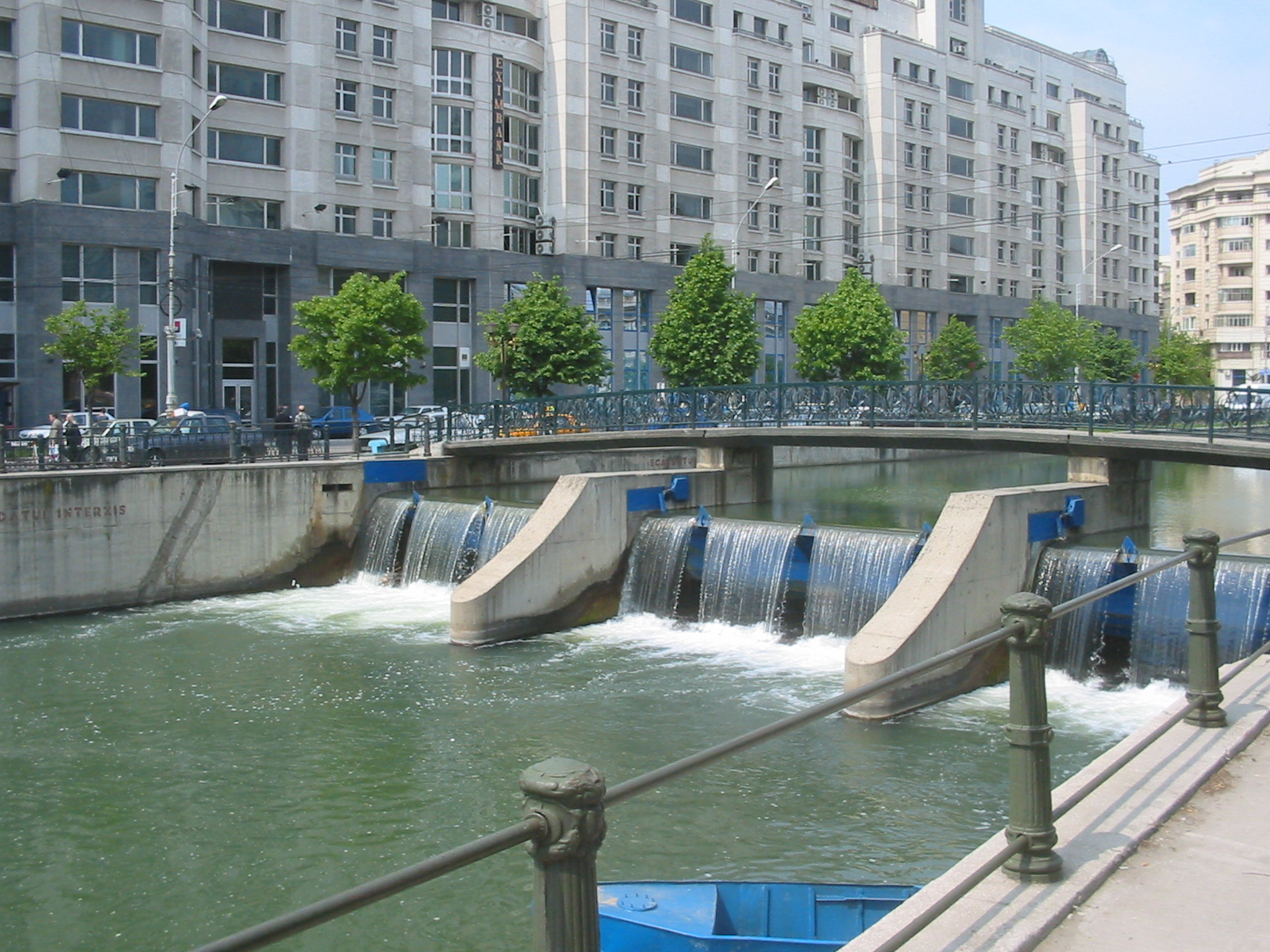
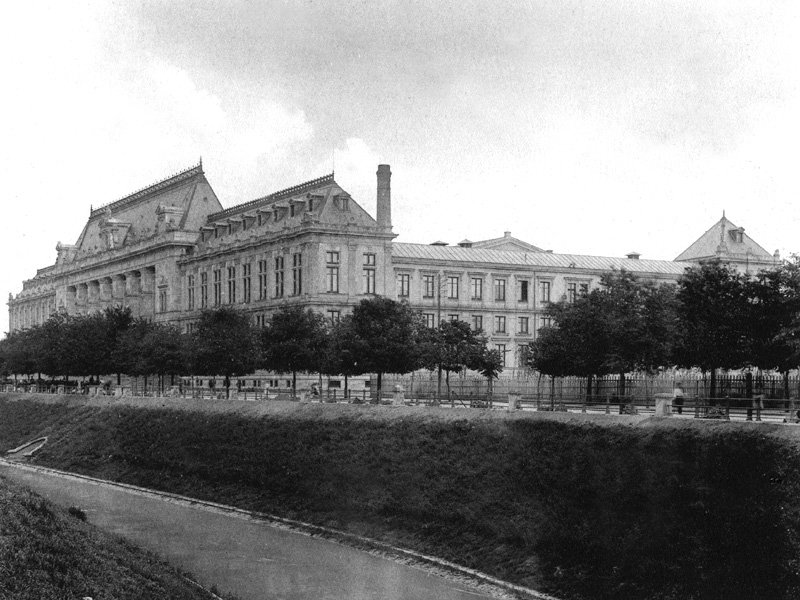